# Norra Skogsskär
Norra Skogsskär är en ö i Finland. Den ligger i Skärgårdshavet och i kommunen Hangö i den ekonomiska regionen  Raseborg i landskapet Nyland, i den sydvästra delen av landet. Ön ligger omkring 120 kilometer väster om Helsingfors.
Öns area är 7,7 hektar och dess största längd är 420 meter i öst-västlig riktning. Ön höjer sig omkring 20 meter över havsytan.